# Mitsuo
Mitsuo ist ein männlicher japanischer Vorname.

## Bekannte Namensträger
- Aida Mitsuo (1924–1991), japanischer Dichter und Kalligraph
- Fuchida Mitsuo (1902–1976), Bomberpilot bei den japanischen Marineluftstreitkräften während des Zweiten Weltkriegs
- Matsushita Mitsuo (* 1933), japanischer Jurist, Hochschullehrer und Mitglied des Appellate Body der Welthandelsorganisation
- Mitsuo Fukuda (* 1960), japanischer Regisseur
- Mitsuo Hama (1933–2011), japanischer Schriftsteller und Jugendbuchautor
- Mitsuo Ikeda (1935–2002), japanischer Freistilringer
- Mitsuo Iso (* 1966), japanischer Animator, Anime-Regisseur und -Drehbuchautor
- Nakamura Mitsuo (1911–1988), japanischer Schriftsteller und Literaturkritiker
- Mitsuo Ogasawara (* 1979), japanischer Fußballspieler
- Mitsuo Sawamoto (* 1951), japanischer Polymerchemiker
- Mitsuo Terada (* 1968), japanischer Sänger, Songwriter und Produzent
- Mitsuo Tsukahara (* 1947), japanischer Kunstturner